# کراسنوزنامنسک، کالینینگراد
شهر کراسنوزنامنسک، اوبلاست کالینینگراد (به روسی: Краснознаменск) در کشور روسیه و در اوبلاست کالینینگراد واقع شده‌است.